# Minimalna dawka fototoksyczna
Minimalna dawka fototoksyczna (ang. minimal phototoxic dose, MPD) - jest to najniższa dawka promieniowania ultrafioletowego, wywołująca nasilony rumień po upływie 24 godzin od jego zastosowania przy podaniu leku fotouczulającego.
Badanie MPD ma zastosowanie przede wszystkim w dermatologii przy badaniu wrażliwości skóry na psoralen, który jest wykorzystywany w fotochemioterapii (m.in. PUVA), stosowanej głównie w leczeniu łuszczycy.